# 阿納拉拉瓦區
14°34′S 47°54′E / 14.567°S 47.900°E

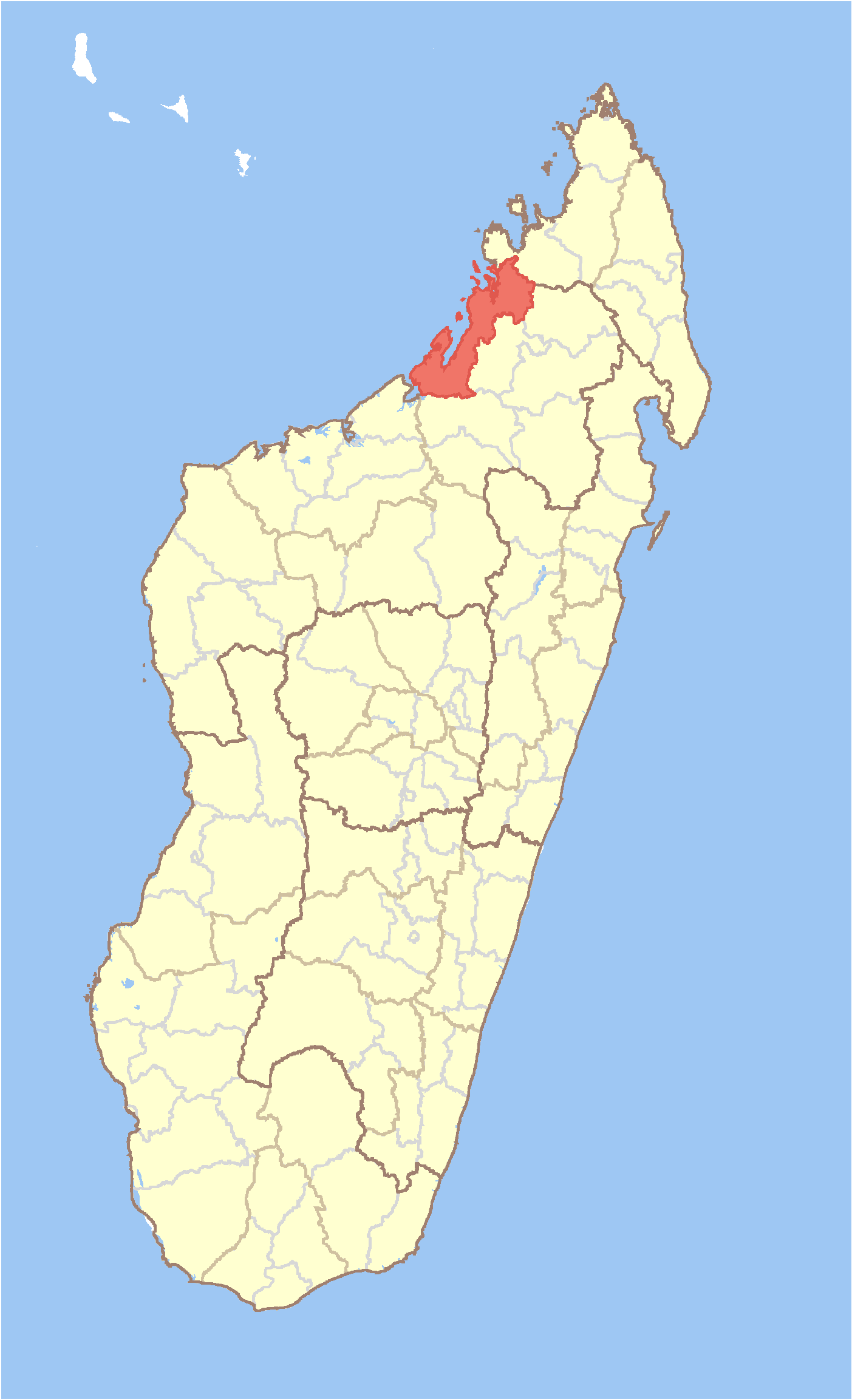

阿納拉拉瓦區，是馬達加斯加的行政區，位於該國西北部，由索非亞區負責管轄，首府設於阿納拉拉瓦，面積4,380平方公里，2011年人口140,867，人口密度每平方公里32人。